# چمچه بیابان
چمچه بیابان (نام علمی: Dasylirion wheeleri) نام یک گونه از زیرخانواده کوله‌خاسیان است.